# UK Albums Chart
UK Albums Chart är en lista över de mest sålda musikalbumen i Storbritannien. Den sammanställs på veckobasis av Official Charts Company, som även bland annat sammanställer UK Singles Chart. Sedan 2015 räknas även strömmade album in på listan.
I Sverige kallas listan något oegentligt ofta för Englandslistan.

## Rekord
Abba Gold – Greatest Hits (1992) av Abba erkändes i juli 2021 av Official Charts som det första album som funnits med på listan i 1 000 veckor, följt av Legend (1984) av Bob Marley & The Wailers med 984 veckor och Greatest Hits (1981) av Queen med 952 veckor.
Greatest Hits av Queen är listans bäst säljande album genom tiderna.
Det album som legat längst på förstaplatsen är soundtracket till filmen South Pacific, som mellan 1958 och 1961 hade placeringen under totalt 115 veckor.
Den artist som legat längst på listan är Queen, följd av The Beatles och Elvis Presley.
Den artist som haft flest album på förstaplatsen är The Beatles (15), följd av, med över 10 album, Elvis Presley (13), Robbie Williams (13), The Rolling Stones (13), Madonna (12), Bruce Springsteen (12) och David Bowie (11).
Den artist som legat längst på förstaplatsen är The Beatles med 174 veckor.